# Vícios e Virtudes
"Vícios e Virtudes" é o primeiro single do álbum Acústico MTV - Charlie Brown Jr., lançado em 2003.

## Desempenho nas Paradas de Sucesso
| Ano  | Single              | Charts      | Charts         | Charts       | Charts    | Charts        | Charts | Charts | Álbum                            |
| Ano  | Single              | BRA Hot 100 | BRA Hit Parade | BRA Year End | Bill. BRA | Bill. Pop BRA | HSPN   | POR    | Álbum                            |
| ---- | ------------------- | ----------- | -------------- | ------------ | --------- | ------------- | ------ | ------ | -------------------------------- |
| 2003 | "Vícios e Virtudes" | 3           | 1              | 76           | —         | —             | 8      | 28     | Acústico MTV - Charlie Brown Jr. |

## Prêmios e indicações
| Ano  | Prêmio                 | Categoria              | Resultado | Ref.  |
| ---- | ---------------------- | ---------------------- | --------- | ----- |
| 2003 | Troféu Radio Rock      | Melhor Música Nacional | Venceu    | [ 4 ] |
| 2004 | MTV Video Music Brasil | Escolha da Audiência   | Indicado  | [ 5 ] |